# Estádio Hrazdan
O Estádio Hrazdan (do armênio: Հրազդան մարզադաշտ) é um estádio multiúso da cidade de Erevan, capital da Armênia, construído e inaugurado em 1970. Sendo o maior local de esportes na Armênia, Hrazdan é frequentemente utilizado para partidas de futebol. O estádio é capaz de hospedar 54.208 espectadores após sua reconstrução em 2008. Antes de sua reconstrução, o estádio foi capaz de armazenar até 70 000 espectadores, o que o colocou entre os quatro principais estádios da União Soviética pela sua grande capacidade.
O estádio acolheu as finais da Copa da Armênia durante muitas ocasiões, bem como a cerimônia de abertura dos jogos pan-armênios em 2003. A seleção nacional da URSS jogou dois jogos contra a Finlândia e a Grécia em Hradzan, em 1978.

## História

### Origem e construção
A primeira ideia de construir um estádio de futebol no vale do rio Hrazdan foi proposta pelo primeiro vice-presidente do Conselho de Ministros da União Soviética, Anastas Mikoyan, em sua visita a Erevan na década de 1950. Durante a sua estada na mansão presidencial em uma colina com vista para o rio Hrazdan, ele observou "um anfiteatro natural" no desfiladeiro Hrazdan e propôs a construção de um local de futebol com capacidade para 30 000 assentos. No entanto, a ideia não se tornou convicta nesse período.
Em 1967, as autoridades da Armênia Soviética lançaram um programa para comemorar o 50.º aniversário da sovietização da Armênia em 1970. Um grupo de arquitetos, liderados pelo ex-halterofilista Koryun Hakopyan e o ex-esgrimista Gurgen Musheghyan, propôs o plano de um estádio de futebol no vale de Hrazdan, para acolher cerca de 75 000 espectadores.
Um montante total de 5 milhões de rublos foi alocado para o projeto. As obras foram iniciadas no segundo semestre de 1969 e, com o apoio financeiro da Fundação Calouste Gulbenkian, foi concluída num período notável de 18 meses.
O processo de construção foi altamente supervisionado pelo líder comunista Karen Demirchyan. Finalmente, o local ficou pronto em novembro de 1970. A abertura oficial do estádio ocorreu no dia 19 de novembro de 1970, com a presença de Leonid Brezhnev, comemorando o 50.º aniversário da Armênia Soviética. Entretanto, a cerimônia planejada para o dia da abertura foi adiada devido à neve pesada.
O primeiro jogo oficial no estádio Hrazdan aconteceu em 19 de maio de 1971, quando o Ararat Erevan derrotou o Kairaty Almaty por 3-0 em frente a 78 000 espectadores, com Alexandr Kovalenko (58º minuto), Oganes Zanazanyan (74.º minuto, pênalti) e Nikolai Kazaryan (77.º minuto) marcando para os anfitriões.<
O estádio recebeu alguns momentos gloriosos do futebol armênico durante a era soviética. Os armênios comemoraram o duplo do Ararat Erevan do futebol soviético em 1973, o que lhes permitiu jogar na Copa da Europa. Alcançando as quartas de final, perderam a primeira enquanto se defendiam dos futuros campeões do Bayern Munich com o resultado de 2–0, enquanto ganhavam a 2.ª etapa por 1–0 no estádio Hrazdan, diante de mais de 70 mil espectadores.
Em 1985, Hrazdan foi um dos locais da Copa do Mundo FIFA Sub-20 que teve lugar na União Soviética. Lá, os jogos do primeiro grupo foram organizados, bem como um jogo durante as quartas de final.
Após a independência da Armênia, a arena recebeu os jogos da equipe nacional até 1999, quando um estádio menor no centro de Erevan; o estádio Republicano tornou-se o seu terreno em casa. O maior número de espectadores da equipe nacional foi registrado em 9 de outubro de 1996, em um jogo de qualificação para a Copa do Mundo de 1988 contra a Alemanha, que terminou em favor dos alemães com o resultado de 5–1 e contou com cerca de 42 000 fãs.

### Equipe arquitetônica
A história do estádio está intimamente relacionada com a história do futebol armênio. O estádio, que foi construído em um período recorde de 18 meses, é o primeiro do mundo que foi construído em uma passagem montanhosa.
Os arquitetos do estádio foram Koryun Hakobyan e Gurgen Musheghyan da Armênia.O processo de construção foi supervisionado pelo engenheiro Edward Tossunian. Foi concedido para a equipe arquitetônica do estádio o prêmio da melhor construção do ano em 1971 e honrado pelo Governo Soviético.

## Reforma
Em 2004, o estádio foi privatizado e vendido para o Hrazdan Holding CJSC, que começou a montar um projeto de reforma em 2005. Até o final de 2008, o estádio tornou-se multi-uso.

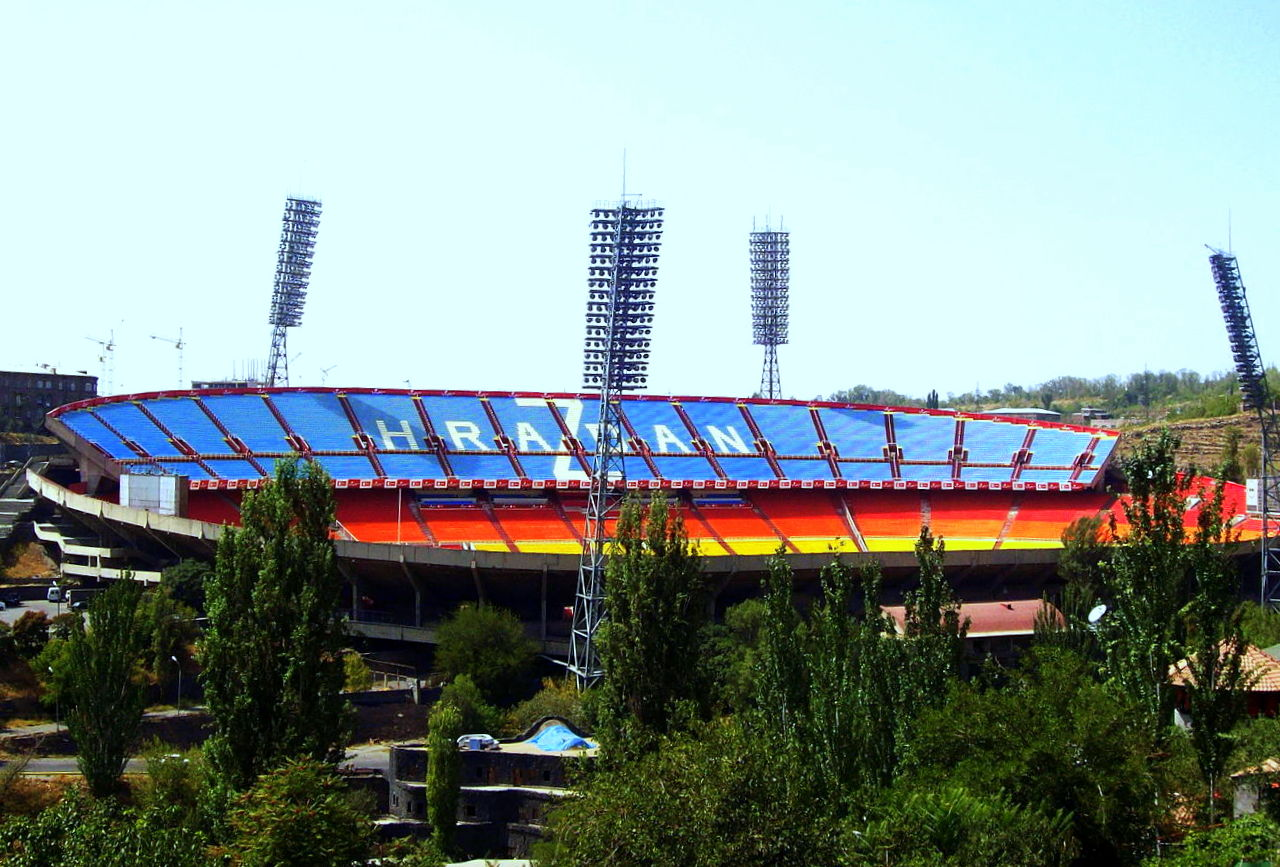
Estádio em 2009

Pouco depois de sua reforma, o estádio acolheu o jogo da Armênia contra a Turquia em 6 de setembro de 2008, a primeira partida que a Armênia jogou no terreno desde o jogo de qualificação para a Eurocopa de 2000, contra a França, em 8 de setembro de 1999. O encontro crucial contou com a presença dos presidentes Serzh Sargsyan e Abdullah Gul, juntamente com uma torcida de mais de 30 000 espectadores.
Após a reforma de 2008, Hrazdan manteve o estatuto de três estrelas da UEFA até que a classificação foi substituída por um novo sistema de classificação.
De acordo com o presidente da Federação de Futebol da Armênia, Ruben Hayrapetyan, foram gastos um total de 6 milhões de euros para a modernização da infraestrutura, o campo, a pista de corrida e a instalação de uma cobertura de tribuna completa para o estádio. Após a próxima reforma, o estádio terá a oportunidade de fazer uma oferta como um anfitrião-sede para os jogos finais das competições da UEFA. As obras de renovação começaram em março. Estima-se que 10 a 15 milhões de dólares serão investidos.

## Registro de eventos

### Concertos famosos
Em 1989, um ano após o terremoto armênio de 1988 que matou 25 000 pessoas e deixou mais de 500 000 desabrigados, juntamente com a ruptura do movimento Karabakh e a ascensão do nacionalismo, centenas de milhares de armênios estavam procurando um desvio temporário de atenção das devastações para sentir a importância das atividades nacionais. Dessa forma, mais de 110.000 pessoas abrigaram o estádio Hrazdan para ouvir músicas revolucionárias e patrióticas, interpretadas pelo famoso cantor armênio Harout Pamboukjian. O até então ministro da cultura, Yuri Melik-Ohanjanian, observou que este foi o maior desempenho na história da Armênia.

### FC Ararat Erevan
Os 10 melhores jogos do Ararat Erevan com maior comparecimento durante a Era Soviética:
| #  | Público | Data                   | Mandante      | Placar | Visitante            | Competição                                   |
| -- | ------- | ---------------------- | ------------- | ------ | -------------------- | -------------------------------------------- |
| 1  | 78 000  | 19 de maio de 1971     | Ararat Erevan | 3–0    | Kairaty              | Liga Soviética de 1971                       |
| 2  | 70 000  | 19 de março de 1975    | Ararat Erevan | 1–0    | Bayern Munich        | Taça dos Clubes Campeões Europeus de 1974–75 |
| 3  | 70 000  | 28 de outubro de 1973  | Ararat Erevan | 3–2    | Zenit Leningrad      | Liga Soviética de Futebol de 1973            |
| 4  | 70 000  | 13 de outubro de 1974  | Ararat Erevan | 2–2    | Dinamo Tbilisi       | Liga Soviética de Futebol de 1974            |
| 5  | 70 000  | 22 de julho de 1973    | Ararat Erevan | 3–0    | Dinamo Minsk         | Liga Soviética de Futebol de 1973            |
| 6  | 70 000  | 14 de abril de 1973    | Ararat Erevan | 1–1    | Zarya Voroshilovgrad | Liga Soviética de Futebol de 1973            |
| 7  | 70 000  | 14 de setembro de 1971 | Ararat Erevan | 0–1    | Dinamo Tbilisi       | Liga Soviética de Futebol de 1971            |
| 8  | 70 000  | 20 de junho de 1971    | Ararat Erevan | 1–0    | Shakhtyor Donetsk    | Liga Soviética de Futebol de 1971            |
| 9  | 68 600  | 16 de julho 1975       | Ararat Erevan | 3–1    | Dinamo Tbilisi       | Copa da União Soviética de Futebol           |
| 10 | 66 000  | 8 de julho de 1973     | Ararat Erevan | 1–0    | CSKA Moscow          | Liga Soviética de Futebol de 1973            |

### Times nacionais
| # | Público | Data                   | Mandante        | Placar | Visitante | Competição                                  |
| - | ------- | ---------------------- | --------------- | ------ | --------- | ------------------------------------------- |
| 1 | 42 000  | 9 de outubro de 1996   | Armênia         | 1–5    | Alemanha  | Eliminatórias da Copa do Mundo FIFA de 1998 |
| 2 | 40 000  | 20 de setembro de 1978 | União Soviética | 2–0    | Grécia    | Eliminatórias da Copa do Mundo FIFA de 1980 |
| 3 | 35 000  | 26 de abril de 1955    | Armênia         | 0–2    | Espanha   | Eliminatórias da Copa do Mundo FIFA de 1996 |
| 4 | 32 000  | 12 de outubro de 2012  | Armênia         | 1–3    | Itália    | Eliminatórias da Copa do Mundo FIFA de 2014 |
| 5 | 30 000  | 6 de setembro de 2008  | Armênia         | 0–2    | Turquia   | Eliminatórias da Copa do Mundo FIFA de 2010 |